# Murthly-getijdenboek

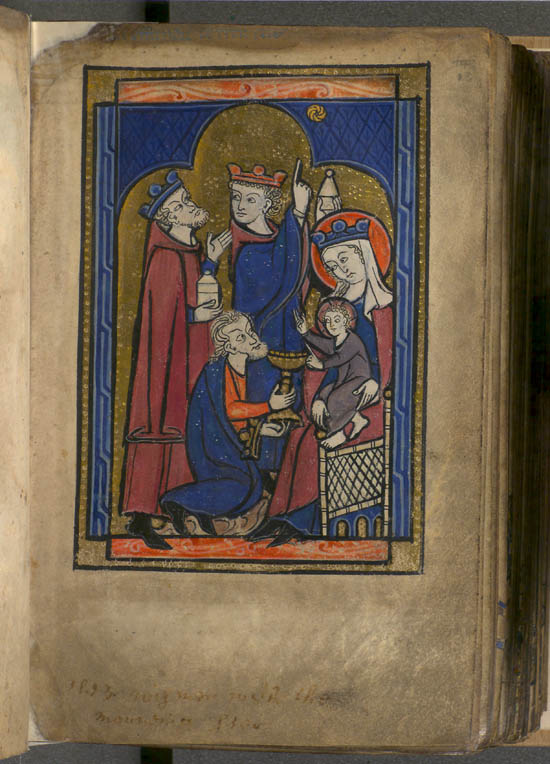
Aanbidding der wijzen

Het Murthly-getijdenboek is een verlucht getijdenboek dat geschreven zou zijn door een Engelse kopiist (in Parijs) en verlucht in Parijs door de 'Choletgroep' in de jaren 1280. Het wordt nu bewaard in de National Library of Scotland in Edinburgh als Ms 21000. Het kreeg zijn naam naar de 19e-eeuwse eigenaren.

## Geschiedenis
Uit de overlijdensberichten die opgetekend werden in de kalender kan men afleiden dat het getijdenboek gemaakt werd voor het gebruik van Worcester. Het handschrift zou gemaakt zijn voor een Engelse vrouw; volgens John Higgitt was zij Joan de Valence, dochter van William de Valence, de halfbroer van koning Hendrik III van Engeland. De eigenares is afgebeeld lezend in haar getijdenboek in de initiaal van de graduale psalmen op f149v.
Uit latere overlijdens genoteerd in de kalender blijkt dat het boek in de 14e eeuw in Schotland was, in het bezit van de MacDougall-clan, een bekende Schotse familie die in dienst was van het Engelse hof, onder meer tijdens de langdurige oorlogen tussen Engeland en Schotland onder het bewind van de Engelse koningen Eduard I en II. In de 15e eeuw was het in Schotland in het bezit van Sir John Stuart, Lord of Lorne, die in 1421 stierf en van zijn vrouw Isabella, Lady of Lorne, die stierf in 1439; hun doodsberichten werden in de kalender ingeschreven op f25v en f29v.
Van de Stuarts van Lorne ging het handschrift naar de Stewarts van Grandtully, de eigenaren van de landerijen van Murthly in Perthshire. Het handschrift bleef bewaard in Murthly Castle tot het in 1871 verkocht werd aan de antiquaar James Thomson Gibson Craig (1799-1886). Na diens dood werd het boek gekocht door John Patrick Crichton-Stuart, de derde markies van Bute (1847-1900) en bleef in de Bute familie tot het in 1986 gekocht werd door de National Library of Scotland dankzij een fonds dat werd opgericht om de koopsom te verzamelen.
Over de herkomst van het handschrift, Engeland of Frankrijk en de makers ervan, de kopiist en de verluchters, bestaat geen eensgezindheid tussen de kunsthistorici. Men kan in de literatuur studies vinden die verwijzen naar een Franse kopiist naast andere die verwijzen naar een Engelsman. Alle toewijzingen zijn gebeurd op basis van stijlkenmerken en kunstenaars die daarmee geassocieerd worden en waarvan verder ook niets geweten is. Ook de naam van de eerste eigenares is door John Higgitt afgeleid uit overlijdensberichten  in de kalender, met niet bewijsbare veronderstellingen, en wordt door anderen in vraag gesteld.

## Beschrijving
Het handschrift bestaat uit twee secties van verschillende origine. De eerste bevat 23 volbladminiaturen met afbeeldingen uit genesis, de kindertijd van Christus en de passie van Christus. De tweede sectie bevat de devotionele gebeden, voorafgegaan door de heiligenkalender. Die tweede sectie bestaat uit 191 perkamenten folia van 193 bij 123 mm. De tekst is geschreven in het Latijn in een kolom met 15 lijnen per bladzijde, in een gotisch schrift. Het manuscript bevat ook enkele teksten geschreven in het Oudfrans, het Engels en het Schots-Gaelisch die later door eigenaren aan het handschrift werden toegevoegd. De tweede sectie bevat ook talrijke marginale en interlineaire glossen. De twee delen werden apart gemaakt en later samengevoegd.
De eerste sectie met de volbladminiaturen zou gemaakt zijn, misschien in twee reeksen, in de late 13e eeuw. De miniaturen zouden het werk zijn van drie Engelse kunstenaars en geschilderd tussen 1260 en 1280. Origineel was de set van miniaturen waarschijnlijk veel groter, misschien wel dubbel zo groot, en werd hij geproduceerd voor een ander manuscript. Alle volbladminiaturen hadden een verklarende tekst geschreven in het Frans, maar een aantal daarvan is weggesneden bij een latere herbinding.
In het getijdenboek vinden we een heiligenkalender (f24r), het Kleine Officie van Onze Lieve Vrouw (f30v), het Officie van de Heilige Geest (f109r), de boetepsalmen (f128r), een Litanie van alle Heiligen (f140v), de graduale psalmen (f149v) en het dodenofficie (f162r). Van f66r tot en met f75v vindt men de suffragia die geplaatst zijn tussen de lauden en de priem van de Mariagetijden. De tekst is geschreven in een littera prescissa en er is waarschijnlijk meer dan een kopiist bij het werk betrokken geweest, maar de onderverdeling van hun werk is niet evident.  De kalender is geschreven in een gotische littera textualis semi-quadrata, maar voor sommige belangrijke feesten werd de littera prescissa gebruikt.

## Verluchting

### Volbladminiaturen
Hierbij een lijst van de volbladminiaturen die het getijdenboek voorafgaan:
- f1r: Het offer van Kaïn en Abel
- f2r: De moord van Kaïn op Abel
- f3r: De dronkenschap van Noach
- f4v: Abraham ontvangt de drie engelen
- f5r:  De verwoesting van Sodom
- f6r: Jozef verteld zijn tweede droom
- f7r: Jozef wordt in de put geworpen door zijn broers
- f8r: Jozef wordt voor Potifar gebracht en krijgt een scepter die zijn hoge functie aangeeft
- f9r: De annunciatie
- f10r: Aankondiging aan de herders
- f11r: De drie wijzen op reis naar Bethlehem
- f12r: De drie wijzen bij Herodes
- f13r: De aanbidding der wijzen
- f14r: Herodes geeft het bevel voor de kindermoord
- f15v: Het laatste avondmaal
- f16r: Christus wast de voeten van de apostelen
- f17v: Het verraad en de gevangenneming van Christus
- f18v: De geseling van Christus
- f19r: De kruisdraging
- f20v: De kruisafname
- f21r: De balseming van het lichaam van Christus
- f22v: Christus verschijnt aan de apostelen in het cenakel na zijn verrijzenis
- f23r: De ongelovige Thomas

### Kalender
De kalender begint op f24r en telt een bladzijde per maand. Buiten de letters “KL” bovenaan en een lint, staaf of rank links van de tekst is de decoratie beperkt tot enkele vogeltjes in de marges. In de kolom van de zondagsletter is de letter ‘A’ uitgevoerd als versierde initiaal van een regel hoog en in de Romeinse datum (kolom drie en vier) is de tweede kolom ook uitgevoerd met grote, gekleurde initialen.

### Getijdenboek
De verluchting van het getijdenboek is hiërarchisch gestructureerd met initialen van een regel hoog aan het begin van verzen en responses, psalmverzen, lijnen in de litanie en dergelijke. De initialen zijn in het goud geschilderd op een blauwe of rood-roze gekleurde achtergrond en zijn versierd met rankjes en bloemen. Lijnvullers worden gebruikt om blanco gedeeltes van de lijnen op te vullen.
Initialen van twee lijnen hoog worden gebruikt om belangrijke onderdelen van de tekst in te leiden, bijvoorbeeld de individuele psalmen, antifonen, kantieken, hymnen, lezingen, capitula, collectes en andere gebeden. De initialen zelf zijn rood of blauw geschilderd. De randen worden in het wit geschilderd bij de roze initialen en in het licht blauw bij de blauwe intialen. De versiering is zeer divers van floraal naar de overal terugkerende draakjes. Aan die initialen ontspruiten takken die de marge vullen en los daarvan worden onderaan de bladzijde aparte figuren geschilderd, dikwijls draken, die soms een menselijk hoofd of de kop van een ander dier krijgen, op f61r staat een draak met een vrouwenhoofd. Voor de lijnvullers worden dikwijls afbeeldingen van dieren en fabeldieren gebruikt, het konijn was naast de draak, blijkbaar vrij populair bij de verluchters, maar ook honden, vissen en vogels werden gebruikt. Sommige lijnvullers tonen alleen een bloemenrank.
In de bas de page, die op elke pagina is geïllustreerd,  vinden we naast de honderden draken konijnen, vogels, honden, een ram en een geit, een leeuw en enkele jachtscènes.
De aanvangspagina’s van de gebedsstonden in de Mariagetijden worden geïllustreerd met een grote gehistorieerde initiaal, bladbreed en acht regels hoog. Deze inleidende initiaal ontbreekt bij het begin van de metten (f30v) en de priem. Bij de andere gebedsstonden vinden we de volgende afbeeldingen:
- f54r: Lauden: Annunciatie
- f82r: Terts: De geboorte van Jezus
- f87r: Sext: Aankondiging aan de herders
- f91v: None: Aanbidding der wijzen
- f96v: Vespers: Presentatie in de tempel
- f104r: Completen: De vlucht naar Egypte

Ook de andere getijden worden aangekondigd met een grote gehistorieerde initiaal:
- f109r:  Getijden van de Heilige Geest: Het pinkstergebeuren
- f128r: Boetepsalmen: Christus in majesteit met een globe in zijn hand en omringd met de hoofden van de evangelistensymbolen.
- f149v: Graduale psalmen: De eerste eigenares van het boek, biddend uit haar getijdenboek terwijl Christus van bovenaf toekijkt. In haar getijdenboek zien we de tekst “Domine labia mea aperies et”, het begin van de metten in het Mariagetijde.
- f162r: Dodenofficie: vespers - Het reciteren van het vigilie van de doden
- f170r: Dodenofficie: metten: Gebeden bij het graf; in de ondermarge is de rouwstoet van de kerk naar het kerkhof afgebeeld. De lauden worden niet ingeleid met een grote initiaal.

De litanie van alle heiligen (f140v) heeft evenmin een inleidende grote initiaal.